# Ordes (Gerichtsbezirk)
Der Gerichtsbezirk Ordes ist einer der 14 Gerichtsbezirke in der Provinz A Coruña.
Der Bezirk umfasst 7 Gemeinden auf einer Fläche von 752,94 km² mit dem Hauptquartier in Ordes.

## Gemeinden
| Gemeinde             | Einwohner (2024) | Fläche km² | Dichte Einw./km² | Cod INE | Postleitzahl |
| -------------------- | ---------------- | ---------- | ---------------- | ------- | ------------ |
| Frades               | 2.163            | 81,56      | 27               | 15038   | 15685, 15686 |
| Mesía                | 2.383            | 107,07     | 22               | 15047   | 15685        |
| Ordes                | 12.772           | 157,23     | 81               | 15059   | 15680        |
| Oroso                | 7.757            | 72,59      | 107              | 15060   | 15688, 15888 |
| Tordoia              | 3.181            | 124,55     | 26               | 15084   | 15683        |
| Trazo                | 2.979            | 101,30     | 29               | 15086   | 15687        |
| Val do Dubra         | 3.734            | 108,64     | 34               | 15088   | 15873        |
| Gerichtsbezirk Ordes | 34.969           | 752,94     | 46               | –       | –            |